# Замок Унтере-Бург
У́нтере-Бург (нім. Untere Burg Schellenberg — «Нижній замок»), відомий також (розмовне як Burg Alt- Schellenberg  («Замок Альт-Шелленберг»), являє собою руїни фортеці, розташовані у муніципалітеті Шелленберг, Ліхтенштейн. Він розташований на окрайку місцевого лісу, в декількох сотнях метрів на північ від головної дороги між Vorderer Schellenberg і Mittleler Schellenberg. Замок відкритий для туристів і дістатися туди можна пішки або на гірському велосипеді локальною стежкою.Унтере Берг є одним з п'яти існуючих замків у Ліхтенштейні та одним із трьох зруйнованих замків у країні.

## Історія
Унтере Берг є меншим і більш новим з двох зруйнованих замків в муніципалітеті Шелленберг. Його будівництво було закінчено близько 1250 року. Вперше згадується у письмових джерелах від 1317 р. Замок досяг вершини свого структурного розширення близько 1350 р. За наявними оцінками, замок був населений приблизно до XVI століття, коли він був покинутий і перестав функціонувати як місце проживання. У наступні століття, замок втратив своє військове призначення та перетворився на руїни. У 1956 році Франц Йосип II, князь Ліхтенштейну передає право власності на сильно зарослі руїни Historisches Verein für Das Fürstentum Liechtenstein (Historical Association of the Principality of Liechtenstein). Ця установа є поточним власником і зберігачем руїн і здійснює контроль за їх дослідженням, утриманням та збереженням